# Joachim Heller

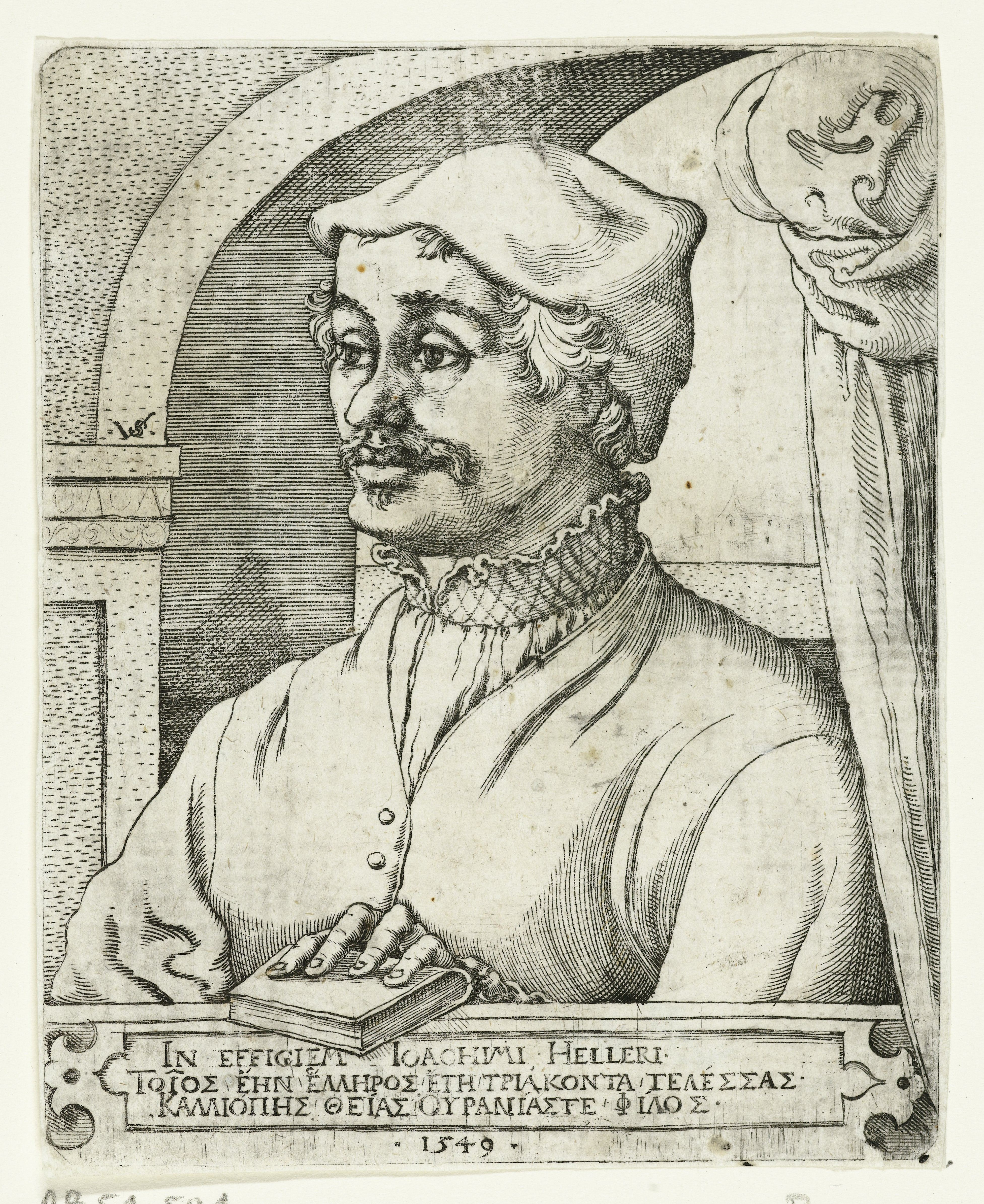
Joachim Heller

Joachim Heller (Hellerus Joachimus, Ioachimus Heller Leucopetraeus) (* um 1518 in Weißenfels; † um 1590 in Eisleben) war Mathematiker, Lehrer und Schulleiter, Kalenderschreiber, Astronom und Komponist in Nürnberg.

## Leben
Heller studierte in Wittenberg Sprachen und Mathematik und wurde 1543 Leiter der Lateinschule – auch Trivialschule – St. Egidien in Nürnberg. 1544 heiratete er Barbara Buchner aus Schwabach, eine Verwandte Veit Dietrichs, mit der er vermutlich einen gleichnamigen Sohn hatte. Seither arbeitete er mit Johannes Schöner an einem Werk über Regiomontanus. Nachdem Schöner ab 1546 aus Gesundheitsgründen seinen Unterricht nicht mehr abhalten konnte, übernahm Heller auf Empfehlung von Philipp Melanchthon auch die Lehre der Mathematik an der im selben Gebäude befindlichen Oberen Schule, aus der das heutige Melanchthon-Gymnasium Nürnberg hervorging. Damit wurde er auch offizieller Kalenderschreiber der Stadt.
Um 1551 richtete er sich eine Druckerei ein, in der er Flugblätter und Kalender druckte. Da er darüber seine Lehraufgaben vernachlässigte, wurde er 1556 vom Rat als Schulleiter der Lateinschule abgesetzt. Seine Mathematikprofessur an der Oberen Schule behielt er.
1554 übersetzte er Un signe effroyable et merveilleux von Nostradamus und veröffentlichte dessen Bericht über einen am 19. März 1554 über Salon-de-Provence beobachteten Kometen unter dem Titel Ein Erschrecklich vnd Wunderbarlich Zeychen aus dem Französischen. Den Kometen von 1556 beobachtete er über 53 Tage. Diese Aufzeichnungen blieben unbekannt, bis der braunschweigische Bibliothekar Ludwig Konrad Bethmann 1856 Karl Ludwig von Littrow darauf aufmerksam machte. Mehrere seiner zweistimmigen Lieder und Gesänge befinden sich in Erasmus Rotenbuchers Sammelwerk.
Nachdem er sich 1563 in kirchliche Streitigkeiten um Matthias Flacius eingemischt hatte, wurde er vom Rat aller seiner Ämter enthoben und musste Nürnberg verlassen. Er zog nach Sachsen, wo er Astronom in mansfeldischen und kursächsischen Diensten wurde. Ab 1564 lebte er in Eisleben, wo seine Drucke bis 1573 nachweisbar sind. 1572 kehrte Heller vermutlich noch einmal kurz nach Nürnberg zurück, wo seine Frau starb. Sein letztes Werk erschien 1580 in Leipzig.